# Ягановська сільська рада
Яга́новська сільська рада (рос. Ягановский сельский совет) — сільське поселення у складі Вадінського району Пензенської області Росії.
Адміністративний центр — село Ягановка.

## Історія
2010 року ліквідована Котельська сільська рада (села Аксьоновка, Котел), територія увійшла до складу Ягановської сільради.

## Населення
Населення — 592 особи (2019; 787 в 2010, 1067 у 2002).

## Склад
До складу сільської ради входять:
| Населений пункт       | Населення, осіб (2002) | Населення, осіб (2010) |
| --------------------- | ---------------------- | ---------------------- |
| Аксьоновка, село      | 49                     | 23                     |
| Велика Козлейка, село | 60                     | 41                     |
| Кармалейка, село      | 71                     | 39                     |
| Котел, село           | 343                    | 254                    |
| Мала Козлейка, село   | 32                     | 16                     |
| Маркино, присілок     | 28                     | 8                      |
| Пеньки, присілок      | 24                     | 7                      |
| Скуратово, село       | 100                    | 67                     |
| Ягановка, село        | 360                    | 332                    |